# Litauische Squashnationalmannschaft
Die litauische Squashnationalmannschaft ist die Gesamtheit der Kader des litauischen Squashverbandes Lietuvos skvošo asociacija. In ihm finden sich litauische Sportler wieder, die ihr Land sowohl in Einzel- als auch in Teamwettbewerben national und international im Squashsport repräsentieren.

## Historie

### Herren
Litauen nahm vereinzelt bereits beim European Nations Challenge Cup teil, so etwa 2005, als die Herrenmannschaft Rang zwölf erreichte. 2012 folgte das Debüt bei den Europameisterschaften, bei dem die Mannschaft jedoch nicht über den 28. und damit letzten Platz hinaus kam. Auch 2013, 2014 und 2015 wurde die Mannschaft als 29. bzw. zweimal 31. wieder Letzter. Erst 2017 gelang es der Mannschaft als 33. den vorletzten Platz vor Russland zu belegen. 2018 ließ Litauen als 35. sogar drei Mannschaften hinter sich, ehe 2019 ein 31. Platz unter 37 teilnehmenden Nationen folgte. 2024 wurde die Mannschaft als 33. wiederum nur Vorletzter.
An Weltmeisterschaften nahm die Mannschaft bislang nicht teil.

### Damen
Die Mannschaft der Damen war ebenfalls beim European Nations Challenge Cup vereinzelt dabei und belegte 2005 den siebten und letzten Platz. Auch sie nahm bislang nicht an Weltmeisterschaften, aber ebenso nicht an Europameisterschaften teil.